# Železniční trať Nové Zámky – Prievidza
Železniční trať Nové Zámky – Prievidza (v jízdním řádu pro cestující označená číslem 140) je jednokolejná železniční trať na Slovensku, která spojuje Nové Zámky a Prievidzu. Elektrizována je v úseku Nové Zámky – Šurany.

## Historie
Počáteční plány propojení Komárna, Nitry a Trenčína s Ponitřím se objevily v projektu hraběte Keglevicha už v roce 1865. Projekt se neuskutečnil kvůli nedostatku peněz. Až po opakovaných neúspěšných pokusech ji postavila Rakouská společnost státní dráhy (StEG) v letech 1874–1884. Tehdy trať končila ve Veľkých Bielicích a úsek do Prievidzy byl dokončen později. 1. listopadu 1876 byl zprovozněn úsek Šurany – Ivánka pri Nitre a 19. listopadu 1876 úsek Ivánka pri Nitre – Nitra. Úsek železnice z Nitry do Topoľčan byl otevřen až 16. září 1881.

### Otevírání úseků
- 1876 Šurany–Nitra
- 1881 Nitra–Topoľčany
- 1884 Topoľčany – Veľké Bielice
- 1896 Veľké Bielice – Prievidza
- 1900 Nové Zámky – Šurany

## Současnost
V úseku Nové Zámky – Šurany je trať elektrizovaná. Úsek Nové Zámky – Lužianky je využívaný pouze regionální dopravou a nachází se v něm i největší město celé tratě Nitra. V úseku Lužianky–Prievidza je trať využívaná i pro rychlíkové spojení z Bratislavy do Prievidzy. Nákladní dopravu na trati využívají zejména průmyslové podniky v Horní Nitře.

## Budoucnost
V roce 2018 má začít modernizace a elektrizace tratě 140 v úseku Lužianky–Šurany, jejíž součástí je i dlouho zanedbávaný úsek vedený přes město Nitra.
Plánované opravy mají „připravit podmínky pro moderní dopravní systém integrované vlakové dopravy.“ a také propojení s Bratislavou. Součástí oprav tratě by mělo být umožnění bezbariérového přístupu na nástupiště, rekonstrukce osvětlení, instalace vizuálního informačního systému na stanicích a zastávkách a ve stanicích rozhlas pro cestující. Projekt má také vzít do úvahy případné zdvojkolejnění úseku Leopoldov – Nitra. Nejvíc kolejí, osm, bude elektrizovaných v Nitře a v Lužiankách. Závěrečná zpráva by měla být hotová v březnu 2015, po ní bude následovat projektová dokumentace.
Součástí projektu je i výstavba nové železniční tratě Nitra – Trnovec nad Váhom, která je plánovaná jako jednokolejná elektrizovaná s maximální rychlostí do 160 km/h.

## Stanice a zastávky na trati
- Nové Zámky – napojení na tratě 130, 135, 150 a 151
- Bánov
- Šurany
- Ondrochov
- Komjatice
- Veľký Kýr
- Branč
- Ivanka pri Nitre
- Dolné Krškany
- Nitra
- Nitra zastávka
- Mlynárce
- Lužianky – napojení na trať 141
- Čakajovce
- Jelšovce
- Výčapy-Opatovce
- Koniarovce
- Preseľany nad Nitrou
- Kamanová
- Mýtna Nová Ves
- Ludanice
- Chrabrany
- Topoľčany
- Krušovce
- Bošany
- Chynorany – napojení na trať 143
- Žabokreky nad Nitrou
- Veľké Bielice
- Partizánske
- Partizánske zastávka
- Veľké Uherce
- Oslany
- Bystričany
- Zemianske Kostoľany
- Nováky
- Koš
- Prievidza – napojení na tratě 144 a 145

## Vozový park
Po celé délce tratě projíždějí moderní jednotky řady 861, jednotky 813 a soupravy s lokomotivami řad 736, 750 a 754. V úseku Šurany – Nové Zámky i nové soupravy řady 671.